# Draeculacephala savannahae
Draeculacephala savannahae är en insektsart som beskrevs av Hamilton 1985. Draeculacephala savannahae ingår i släktet Draeculacephala och familjen dvärgstritar. Inga underarter finns listade i Catalogue of Life.